# Ludmiła z Podiebradów
Ludmiła z Podiebradów (ur. 16 października 1456 r.; zm. 20 stycznia 1503 r. w Legnicy) – księżna legnicka.
Ludmiła była córką króla Jerzego z Podiebradów i Joanny z Rožmitalu. W 1460 r. ojciec zamierzał wydać ją za księcia bawarskiego Jerzego Bogatego. Małżeństwo miało zapewnić mu sojusznika w staraniach o tron niemiecki. Po zmianie planów politycznych Jerzy z Podiebradów w 1461 r. zaręczył córkę z magnatem węgierskim Wawrzyńcem Uljakim. Chciał w ten sposób pozyskać magnatów węgierskich dla swojego zięcia Macieja Korwina i równocześnie zyskać możliwość szachowania władcy Węgier. W 1464 r. po śmierci żony Macieja Korwina Katarzyny stosunki pomiędzy królem Węgier i Czech stały się nieprzyjazne. W tej sytuacji powrócono do pomysłu małżeństwa z Jerzym Bogatym. Układ został zerwany w 1468 r., gdy król Jerzy z Podiebradów znalazł się w politycznej izolacji. Następnie próbowano wydać Ludmiłę za Władysława Jagiellończyka, ale i ten plan nie został zrealizowany.
5 września 1474 r. Ludmiła poślubiła w Legnicy księcia Fryderyka I. W 1475 r. wraz z mężem udała się na pielgrzymkę do Rzymu z okazji roku jubileuszowego. Po śmierci męża (zm. 9 maja 1488 r.) przez 10 lat sprawowała regencję w imieniu małoletnich synów.

## Literatura
- Stefan Głogowski, Genealogia Podiebradów, Gliwice 1997, s. 38–39.
- Piastowie. Leksykon biograficzny, Kraków 1999, s. 500–501.